# Snowbound (Beverly Hills, 90210)
Snowbound is de achttiende aflevering van het zesde seizoen van het tienerdrama Beverly Hills, 90210, die voor het eerst werd uitgezonden op 17 januari 1996.

## Verhaal
Nadat Kelly cocaïne heeft genomen nadat haar vader haar weer in de steek had gelaten, is ze helemaal verslaafd geraakt. Ze is nu veel bij Colin, wat haar huisgenoten raar vinden. Samen gebruiken ze cocaïne. Van de cheque die ze gekregen heeft betalen ze een ritje met een limousine en cadeaus voor hun vrienden. Als ze de cadeaus af komen geven bij Brandon’s huis - waar Valerie, David, Clare en David zijn - kijken ze raar op, want Kelly en Colin zijn allebei hyperactief door de drugs. Valerie oppert het idee dat ze misschien onder invloed zijn, maar daar denken de anderen niet aan want dat zou Kelly nooit doen. Als later Brandon het cadeau krijgt van Kelly die Valerie in bewaring had kijkt hij vreemd op, vooral omdat het een duur cadeau is. Valerie zegt ook tegen hem dat ze denkt dat Kelly gebruikt. Brandon kan dit moeilijk geloven en belt naar Kelly, ze pakt niet op en hij spreekt het antwoordapparaat in. David maakt zich zorgen om Kelly en denkt dat ze beïnvloed wordt door Colin. Daarom gaat hij op bezoek bij Colin en waarschuwt hem.
Brandon en Susan zijn aan het joggen als ze langs een ongeluk komen, waar een voetganger aangereden is. Susan krijgt het benauwd omdat ze weer terug moet denken aan haar zus, die pas ook aangereden en overleden is. Brandon komt Donna tegen en hoort van haar over Joe die misschien iets aan zijn hart heeft. Hij moet wel beloven dat het tussen hen blijft. Brandon praat er wel over met Susan met de vraag of het uit de krant blijft. Susan zoekt Joe op en wil dit toch in de krant plaatsen. Joe is nu boos op Donna omdat dit hem zijn carrière kan kosten als het openbaar wordt. Brandon is ook boos op Susan, omdat hij gevraagd had om dit niet te schrijven, maar Susan vindt de nieuwswaarde hoger dan Joe’s carrière. Ze schrijft een verhaal en laat Brandon dit lezen. Nadat hij het gelezen heeft verscheurt ze het.
Clare heeft een nieuwe sportauto gekregen van haar vader en wil wel een wedstrijdje rijden met Steve. Als ze op volle snelheid over straat rijden, worden ze staande gehouden door de politie. Ze moeten voor straf naar een cursus veilig rijden. In de klas gaan ze lekker kibbelen tegen elkaar en dat wordt opgevangen door een medecursist, die de televisieproducent is van een talkshow. Hij vraagt of Steve en Clare mee willen doen in een talkshow die gewijd is aan koppels die veel vechten. Ze willen wel meedoen, maar terwijl de show bezig is maken ze het goed en worden heel klef.

## Rolverdeling
- Jason Priestley - Brandon Walsh
- Jennie Garth - Kelly Taylor
- Ian Ziering - Steve Sanders
- Brian Austin Green - David Silver
- Tori Spelling - Donna Martin
- Tiffani Thiessen - Valerie Malone
- Joe E. Tata - Nat Bussichio
- Kathleen Robertson - Clare Arnold
- Jason Wiles - Colin Robbins
- Michael Durrell - Dr. John Martin
- Emma Caulfield - Susan Keats
- Cameron Bancroft - Joe Bradley